# 243381 Alessio
243381 Alessio este un asteroid din centura principală de asteroizi.

## Descriere
243381 Alessio este un asteroid din centura principală de asteroizi. A fost descoperit pe 22 decembrie 2008 la Nazaret de G. Muler și J. M. Ruiz. Asteroidul prezintă o orbită caracterizată de o semiaxă mare de 2,34 ua, o excentricitate de 0,22 și o înclinație de 24,1° în raport cu ecliptica.